# 1924년 동계 올림픽 스키점프
1924년 동계 올림픽의 스키 점프는 1924년 2월 4일에 프랑스 샤모니에서 경기가 진행됐다. 이번 대회에서는 특이하게 50년 동안 메달이 제대로 수상되지 않았다. 사실, 톨레이프 헤우가 계산 실수로 그 당시 3위를 하게 되었다. 그러나 1974년이 되어서야 메달이 앤더스 하우겐에게 다시 주어졌다. 이번 대회에서는 남자 노멀힐 경기만 진행되었다.

## 참가 국가
9개 국가로부터 온 27명의 선수들이 대회에 참가하였다.
| - 노르웨이 (4명) - 미국 (3명) - 스웨덴 (4명) - 스위스 (4명) - 이탈리아 (2명) |  | - 체코슬로바키아 (3명) - 프랑스 (4명) - 핀란드 (2명) - 폴란드 (1명) |

## 결과
| 순위 | 선수                         | 총계   |
| ---- | ---------------------------- | ------ |
| 1    | 야코브 툴린 탐스 (NOR)       | 18.960 |
| 2    | 나르베 보나 (NOR)            | 18.689 |
| 3    | 앤더스 하우겐 (USA)          | 17.916 |
| 4    | 톨레이프 헤우 (NOR)          | 17.821 |
| 5    | 에이나르 란드비크 (NOR)      | 17.521 |
| 6    | 악셀 헤르만 닐손 (SWE)       | 17.146 |
| 7    | 메노티 야코브손 (SWE)        | 17.083 |
| 8    | 알렉상드르 지라르 빌리 (SUI) | 16.793 |
| 9    | 닐스 린드 (SWE)              | 16.737 |
| 10   | 프란츠 벤데 (TCH)            | 16.480 |
| 11   | 술로 얘스켈래이넨 (FIN)      | 16.418 |
| 12   | 닐스 순드 (SWE)              | 16.397 |
| 13   | 투레 니에미엔 (FIN)          | 16.262 |
| 14   | 레모니에 밧슨 (USA)          | 16.200 |
| 15   | 클레베르 벨머트 (FRA)        | 15.500 |
| 16   | 해리 리엔 (USA)              | 14.917 |
| 17   | 루이지 파우레 (ITA)          | 14.010 |
| 18   | 페테르 슈미트 (SUI)          | 13.437 |
| 19   | 마리오 카발라 (ITA)          | 12.605 |
| 20   | 카렐 콜도브스키 (TCH)        | 12.501 |
| 21   | 안드제이 크르젭토스키 (POL)  | 12.458 |
| 22   | 길버트 라바넬 (FRA)          | 12.397 |
| 23   | 한스 아이덴벤츠 (SUI)        | 10.313 |
| 24   | 사비에르 아펜트랑거 (SUI)    | 7.813  |
| 25   | 마르샬 빠요 (FRA)            | 7.355  |
| 26   | 요세프 빔 (TCH)              | 2.333  |
| –    | 루이스 앨버트 (FRA)          | DNF    |

## 범례
|  | 세계 신기록                  |  |                   | 아프리카 신기록 |                      | Q | 예선 통과 |
|  | 올림픽 신기록                |  | 북아메리카 신기록 | DNS             | 경기를 시작하지 않음 |   |           |
|  |                              |  | 아시아 신기록     | DNF             | 경기를 마치지 않음   |   |           |
|  | 국가 신기록                  |  | 유럽 신기록       | DSQ             | 실격                 |   |           |
|  | 개인 최고 기록 (개인 신기록) |  | 오세아니아 신기록 | WD              | 기권                 |   |           |
|  | 시즌 최고 기록 (시즌 신기록) |  | 남아메리카 신기록 | NM              | 기록 없음            |   |           |

## 메달 집계

### 최종 순위
| 순위 | 국가     | 금메달 | 은메달 | 동메달 | 합계 |
| ---- | -------- | ------ | ------ | ------ | ---- |
| 1    | 노르웨이 | 1      | 1      | 0      | 2    |
| 2    | 미국     | 0      | 0      | 1      | 1    |
| 합계 | 합계     | 1      | 1      | 1      | 3    |

### 메달리스트
| 종목        | 금                          | 은                     | 동                   |
| ----------- | --------------------------- | ---------------------- | -------------------- |
| 남자 노멀힐 | 야코브 툴린 탐스 · 노르웨이 | 나르베 보나 · 노르웨이 | 앤더스 하우겐 · 미국 |

## 참조
- (영어) 1924년 동계 올림픽 공식 리포트 보관됨 2012-02-04 - 웨이백 머신
- (영어) IOC 결과 데이터베이스
- (영어) “Ski Jumping at the 1924 Chamonix Winter Games”. sports-reference.com. 2010년 3월 9일에 원본 문서에서 보존된 문서. 2010년 7월 12일에 확인함.

| 올림픽 스키 점프 |                                          |                   |
| 이전             | 1924년 동계 올림픽 스키 점프 샤모니 1924 | 다음              |
|                  | 1924년 동계 올림픽 스키 점프 샤모니 1924 | 장크트모리츠 1928 |
|                  |                                          |                   |
|                  |                                          |                   |